# Robert Pirès
Robert Pirès (ur. 29 października 1973 w Reims) – francuski piłkarz występujący na pozycji lewego pomocnika, mistrz świata 1998 i mistrz Europy 2000, został zaliczony przez Pelégo do tzw. FIFA 100.
Robert Pirès rozpoczynał swoją karierę klubową w młodzieżowej sekcji klubu Stade de Reims w 1989 roku. W 1992 przeszedł do FC Metz, w którym rozpoczął profesjonalną karierę rok później. W klubie z Metz grał w Ligue 1 do 1998 roku, występując 171 razy i zdobywając 43 gole. W tym czasie został także powołany po raz pierwszy do reprezentacji Francji w 1996 roku, kiedy to zdobył także z FC Metz Puchar Ligi Francuskiej. Z reprezentacją Francji wystąpił na Igrzyskach Olimpijskich w Atlancie. W 1998 roku zdobył z drużyną Aimé Jacqueta mistrzostwo świata, po wygranej w finale nad Brazylią 3:0. Również w 1998 przeszedł do Olympique Marsylia, gdzie występował przez dwa sezony, niezbyt dla niego udane nie tylko z powodu braku trofeów, ale również przez konflikty wewnętrzne.
W 2000 roku opuścił klub ze Stade Velodrome i podpisał kontrakt z Arsenalem. W tym czasie zdobył z drużyną narodową mistrzostwo Europy, zaliczając asystę przy "złotym golu" Davida Trezegueta w finale z Włochami. W nowym klubie, kierowanym przez Francuza Arsène'a Wengera, szybko wywalczył miejsce w podstawowym składzie. Do 2005 roku zdobył z drużyną dwa razy mistrzostwo Anglii (2002, 2004) oraz trzy razy Puchar Anglii (2002, 2003, 2005. Wraz z Thierrym Henry i Patrickiem Vieirą tworzyli słynne francuskie trio w Arsenalu. W 2004 roku Pirès wystąpił na mistrzostwach Europy, z których Francuzi odpadli w ćwierćfinale. Po zmianie selekcjonera reprezentacji Francji Robert nie występował w drużynie narodowej z powodu konfliktu z trenerem.